# コーチ・ラドスール 無敵と呼ばれた男
『コーチ・ラドスール 無敵と呼ばれた男』（原題:When the Game Stands Tall）は2014年に公開されたアメリカ合衆国のスポーツ映画である。監督はトーマス・カーター、主演はジム・カヴィーゼルが務めた。本作はニール・ヘイズが2003年に上梓したノンフィクション『When the Game Stands Tall』を原作としている。
本作は日本国内で劇場公開されなかったが、2015年3月4日にDVDが発売された。

## ストーリー
ロバート・ラドスール（ボブ）はデ・ラ・サール高校のアメフト部（スパルタンズ）のコーチを務めていた。当初、スパルタンズは弱小チームだったが、ボブがコーチに就任して以降実力を上げていき、ついには12年間無敗という前人未踏の記録を打ち立てるに至った。当然、スパルタンズは2003年度の全国大会でも優勝を果たした。試合後、3年生の選手たちは下級生にチームとは何かを語って聞かせた。その後、下級生たち―その中にはボブの息子、ダニーもいた―はクリス・ライアンがキャプテンに選出されたのを大いに喜び合った。クリスは極めて優秀な選手で、高校アメフトにおけるタッチダウン回数の州記録を更新するのではないかと目されていた。ほどなくして、ボブの元に「大学アメフトの世界でコーチを務めてみないか」というオファーが届いた。ボブはそのオファーを受けるか否かで妻（ビバリー）と口論になり、ビバリーから「貴方はアメフトに打ち込むだけで、家族の時間を大切にしていない」と言われた。その後、コーチたちの話し合いの結果、スパルタンズの次の対戦相手はロングビーチ・ポリテクニーク高校に決まった。同校もまた強豪校として知られていた。
ボブはチームメンバーに向かって話をする際、ルカによる福音書にある一節「全ての善行は報われる」を好んで参照していた。それを聞いたクォーターバックのリック・サリナスは「自分は正しい行いをしているから、神に祝福されている。現に、自分は無敵のチームでプレイすることができている」と言った。リックの発言に対し、タイション・レイニアは「リックがクォーターバックになれたのは彼が正しい行いをしたからではなく、高身長で投擲能力に秀でていたからだ」と言った。タイションの発言はリックを含む中下流層の家庭で育ったチームメイトの不興を買った。
ボブはかつての教え子、キャメロン・コルヴィンを訪ねることにしたが、折悪しく、コルヴィンの母親が危篤状態に陥っており、思い出話もできないまま帰路についた。帰宅後、ボブは心臓発作に襲われた。一命を取り留めたものの、しばらくの間、スパルタンズを指導できない状態に陥った。その頃、コルヴィンは親友のテレンス・ケリーから「俺と一緒にオレゴン大学のアメフト部でプレイしないか」という誘いを受けていた。キャリアが下降気味の友人たちと関わりたくなかったため、コルヴィンはその誘いを断ろうとしたが、結局、ケリーの熱意に負けて受け入れることにした。数日後、ケリーが射殺されるという事件が発生し、スパルタンズの面々も彼の葬儀に出席した。
ボブの不在とチームの結束が乱れた結果、スパルタンズは12年ぶりの敗北を喫してしまい、連勝記録は151でストップした。試合後、クリスは父親のミッキーに殴りつけられ、「もしタッチダウン記録を更新できなかったら、もっとキツい体罰が待っているぞ」と脅された。ボブはチームの連帯を再構築するために、彼らを退役軍人のリハビリ施設に連れて行った。そこで、リハビリに励む退役軍人の姿を見た彼らは、一日一日を一生懸命に生きることの大切さを思い知った。その後、スパルタンズの面々はロングビーチ高校との試合に備え、彼らの過去の試合をビデオで見た。ロングビーチ高校のチームはスパルタンズよりも俊敏であり、体格の大きい選手が複数所属していた。
驕りが消えたスパルタンズは必死に練習した。そして、ロングビーチ高校との試合の日を迎えた。

## キャスト
※括弧内は日本語吹替
- ロバート・“ボブ”・ラドスール（英語版） - ジム・カヴィーゼル（滝知史）
- テリー・エイドソン - マイケル・チクリス（桂一雅）
- クリストファー・“クリス”・ライアン - アレクサンダー・ルドウィグ（木村良平）
- ビバリー・“ベヴ”・ラドスール - ローラ・ダーン（沢田泉）
- マイケル・ラドスール - ギャヴィン・カザレーニョ
- ミッキー・ライアン - クランシー・ブラウン（山岸治雄）
- キャム・コルヴィン（英語版） - サーダリウス・ブレイン（英語版）（櫻井トオル）
- テレンス・G・“TK”・ケリー - ステファン・ジェームス（英語版）（浪川大輔）
- ダニエル・“ダニー”・ラドスール - マシュー・ダダリオ（興津和幸）
- ジョー・ビーザー  - ジョー・マッシンギル
- タイション・レイニア - ジェシー・アッシャー
- アルトゥーロ・ガルシア - マシュー・フリアス（斉藤壮馬）
- ジャマル - ラジェシー・スミス
- リック・サリナス - リチャード・コーンケ
- マニー・ゴンザレス - チェイス・ボルティン
- T＝グラム - アデラ・ゴーティエ
- バスター・マシューズ - マーロン・フェイヴァリット（英語版）
- ランドリン - テレンス・ローズモア
- ヴェロニカ - デニーン・タイラー
- ローリー - アンナ・マーガレット・コリンズ（英語版）
- ゴーディ・ウィルコック - ジェームズ・デュモン
- マーティ - リッキー・ウェイン
- ケリーを殺した男 - トレ・トゥロウド
- キャメロンの従兄 - マイク・ブリード（英語版）
- レポーター - ビリー・スローター（英語版）

## 製作
2013年4月22日、ジム・カヴィーゼル、ローラ・ダーン、マイケル・チクリスが本作に出演するとの報道があった。2014年3月1日、ジョン・パエザーノが本作で使用される楽曲を手掛けることになったと報じられた。8月12日、本作のサウンドトラックが発売された。

## マーケティング・興行収入
2014年4月10日、本作のオフィシャル・トレイラーが公開された。8月4日、ハリウッドの映画館で本作のプレミア上映が行われた。
本作は『シン・シティ 復讐の女神』及び『イフ・アイ・ステイ 愛が還る場所』と同じ週に封切られ、公開初週末に900万ドル前後を稼ぎ出すと予想されていたが、その予想は的中した。2014年8月22日、本作は全米2673館で公開され、公開初週末に838万ドルを稼ぎ出し、週末興行収入ランキング初登場5位となった。

## 評価
本作は批評家から酷評されている。映画批評集積サイトのRotten Tomatoesには68件のレビューがあり、批評家支持率は19%、平均点は10点満点で4.51点となっている。サイト側による批評家の見解の要約は「アメフトの試合のシーンは見事だが、スポーツドラマとしては使い古された表現に塗れた陳腐なものであり、両者は上手く混ざり合っていない。『コーチ・ラドスール 無敵と呼ばれた男』は汗牛充棟のスポーツ映画というジャンルで印象に残るほどの出来映えではない。」となっている。また、Metacriticには24件のレビューがあり、加重平均値は41/100となっている。なお、本作のCinemaScoreはA-となっている。